# Norra arméfördelningen (1928–1936)
Norra arméfördelningen var en arméfördelning inom svenska armén som verkade åren 1928–1936. Förbandsledningen var förlagd i Östersunds garnison i Östersund.

## Historik
Genom försvarsbeslutet 1925 blev samtliga truppförband inom armén från den 1 januari 1928 garnisonerade, det vill säga med allt befäl i ständig tjänstgöring. Trupperna sammanfördes i fyra arméfördelningar samt Övre Norrlands trupper och Gotlands trupper, vilka samtliga var indelade i ett geografiskt område. Genom försvarsbeslutet 1936 infördes en ny ledningsorganisation, där Norra arméfördelningen ersattes den 1 januari 1937 av II. arméfördelningen.

## Ingående enheter
- Jämtlands fältjägarregemente (I 5)
- Dalregementet (I 13)
- Hälsinge regemente (I 14)
- Västernorrlands regemente (I 21)
- Norrlands dragonregemente (K 4)
- Norrlands artilleriregemente (A 4)
- Norrlands trängkår (T 3)

## Förläggningar och övningsplatser
Staben samt förbandsledningen för Norra arméfördelningen var förlagd till Storgatan 47 i Östersund, i en byggnad som sedan 1918 hade inhyst högre regionala staber.

## Förbandschefer

### Arméfördelningschefer
Arméfördelningschefen hade tjänstegraden generalmajor.
- 1928–1933: Peter Hegardt
- 1933–1936: Axel Lyström

### Brigadchefer
Norra arméfördelningen mobiliserade två brigader, därav två verksamma brigadchefer vid arméfördelningen. Brigadchefen hade tjänstegraden generalmajor.
- 1928–1934: Ivar Holmquist
- 1928–1931: Hjalmar Säfwenberg
- 1931–1934: Oscar Osterman

## Namn, beteckning och förläggningsort
| Norra arméfördelningen | 1928-01-01 | – | 1936-12-31 |

| Östersunds garnison (F) | 1928-01-01 | – | 1936-12-31 |